# Pseudanos trimaculatus
Pseudanos trimaculatus är en fiskart som först beskrevs av Kner, 1858.  Pseudanos trimaculatus ingår i släktet Pseudanos och familjen Anostomidae. Inga underarter finns listade i Catalogue of Life.